# Karamadai
Karamadai là một thị xã panchayat của quận Coimbatore thuộc bang Tamil Nadu, Ấn Độ.

## Địa lý
Karamadai có vị trí 11°16′B 76°58′Đ / 11,27°B 76,97°Đ Nó có độ cao trung bình là 353 mét (1158 feet).

## Nhân khẩu
Theo điều tra dân số năm 2001 của Ấn Độ, Karamadai có dân số 27.799 người. Phái nam chiếm 50% tổng số dân và phái nữ chiếm 50%. Karamadai có tỷ lệ 73% biết đọc biết viết, cao hơn tỷ lệ trung bình toàn quốc là 59,5%: tỷ lệ cho phái nam là 79%, và tỷ lệ cho phái nữ là 67%. Tại Karamadai, 10% dân số nhỏ hơn 6 tuổi.